# Ермолино (Переславский район)
Ермолино — деревня в Переславском районе Ярославской области при речке Вашке.
Постоянное население на 1 января 2007 года — 2 человека.

## История
В 1543 году село Чудова монастыря в Конюцком стане. В 1620 году здесь есть Никольская церковь. В 1654 году в деревне прошла эпидемия. В 1737 году деревянная церковь сгорела и не была возобновлена. По соседству оставалась деревянная церковь в Вашке, перестроенная потом в каменную. С тех пор Ермолино обратилось в деревню. Во владении Чудова монастыря она находилась до секуляризации 1764 года.

## Путаница
В церковных документах название Вашка иногда прилагалось к селению Ермолино: «1732 г. дана… патрахельная память… села Ермолина, Вашки тож, церкви Николая чудотворца попу…» Но после того, как в Ермолине деревянная церковь сгорела и в 1776—1786 годах бригадиром Иваном Ивановичем Родышевским, совладельцем слободки Вашки, была выстроена каменная церковь в его вотчине, а Ермолино с отобранием монастырских вотчин в казну (в 1764 году) потеряло прежнее значение, название Вашки окончательно утвердилось за бывшим погостом на речке Вашке.